# 全非人民革命党
全非人民革命党（英語：All-African People's Revolutionary Party，缩写为A-APRP）是一个社会主义政党。1968年，该党于几内亚科纳克里成立，创始人是夸梅·恩克鲁玛。1972年，该党的活动扩展至美国。目前。该党在33个国家设有分支，但主要在美国活动。